# Praat
Praat (in olandese parla) è un software libero per l'analisi audio della voce e del parlato, nell'ambito della fonetica.
Sviluppato sin dall'inizio degli anni '90 da due ricercatori dell'Università di Amsterdam, Paul Boersma e David Weenink, è disponibile per tutti i principali sistemi operativi sotto licenza libera GPL 2.0.